# Mi yue jiu dian sha ren shi jian
Mi yue jiu dian sha ren shi jian (蜜月酒店杀人事件S), conosciuto anche con il titolo internazionale in inglese Murder at Honeymoon Hotel, è un film del 2016 diretto da Jang Cheol-soo.

## Trama
La giovane Fei Fei si accorge di avere un volto estremamente simile a quello della celebre attrice Per'er. Decide quindi di sottoporsi a un intervento di chirurgia plastica per diventare identica alla donna, ucciderla e prendere il suo posto.

## Distribuzione
In Cina, la pellicola è stata distribuita a partire dal 27 maggio 2016.